# ミカエル・スタンネ
ミカエル・スタンネ (Bengt Mikael Stanne、1974年5月20日 - )は、スウェーデン・イェーテボリ出身のヘヴィメタルミュージシャン。ダーク・トランキュリティのボーカリストとして著名。また、イン・フレイムスやハンマーフォールにも短期間参加していた。

## 略歴

### ダーク・トランキュリティ
1988年にSeptic Broilerをニクラス・スンディンらと共に結成。当初はアンダース・フリーデンがボーカリストで、リズムギターを担当していた。Septic Broilerは1990年にダーク・トランキュリティ (Dark Tranquillity)に名前を変更する。ダーク・トランキュリティは、1993年に1stアルバム『Skydancer』でデビューするが、それから間もなくボーカリストのアンダースが音楽的意見の相違を理由に脱退したため、ミカエルがリードボーカルに転向し、ギタリストにフレドリック・ヨハンソンが加入する。以降、ダーク・トランキュリティのボーカリストとして活躍する。ダークトランキュリティ活動初期の『The Gallery』や『The Mind's I』発表当時、ミカエルの歌声は「世界一美しいデスヴォイス」と賞賛されていた。
しかし、『The Mind's I』発表後、喉を痛めて思うように歌えなくなってしまった。そのため、『Projector』ではデスヴォイスのパートを減らし、クリーンボーカルを導入して、音楽性も耽美的な方向へと変化させた。この時期には、デスヴォイスを完全に封印し、バンドの音楽性を大きく転換するという話も出ていた。しかし、次アルバム『Haven』で初期とは発声を変えることでデスヴォイスを復活させることに成功し、以降もデスヴォイスでのボーカルを続けている。

### サイド・プロジェクト
1993年に結成されたハンマーフォールでは、結成時からボーカリストとして参加。しかし、ダーク・トランキュリティの活動で多忙のため、1996年に脱退している。

### その他
同じくイェーテボリ出身のメロディックデスメタルバンド、イン・フレイムスの1stアルバム『Lunar Strain』に参加。メインボーカルを執ったが、ミカエルは公式にイン・フレイムスのボーカリストになったわけではなく、セッションで参加しただけである。
2005年には、ナイトレイジの2ndアルバム『Descent Into Chaos』に参加。通常とは違い、クリーンボーカルで参加している。2008年にはScar of the Sunの1曲にゲストで参加した。2010年には、ソリューション .45のデビューアルバム『For Aeons Past』の楽曲への作詞を行う。また、同アルバムにゲストボーカルとしても参加した。同年は、インソムニウムの楽曲にもボーカルとして参加している。2011年には、Mourning Caressの楽曲にも参加した。
2021年11月には、元イン・フレイムスのイェスパー・ストロムブラード（ギター）、ニクラス・エンゲリン（ギター）、ピーター・イワース（ベース）、ダニエル・スヴェンソン（ドラム）と結成した新バンド『ザ・ヘイロー・エフェクト (The Halo Effect)』としてのデビュー曲「SHADOWMINDS」を発表した。
2024年4月には、マルクス・ヴァンハラ（ギター）、ヴィクトル・ブラント（ベース）、ヴェサ・ランタ（ドラム）、サンテリ・カリオ（キーボード）と結成した新バンド『セメタリー・スカイライン（CEMETERY SKYLINE）』としてのデビュー曲「Violent Storm」を発表した。

## ディスコグラフィ

### ダーク・トランキュリティ
アルバム
- 1993年 - スカイダンサー - Skydancer
- 1996年 - ザ・ギャラリー - The Gallery
- 1997年 - ザ・マインズ・アイ - The Mind's I
- 1999年 - プロジェクター - Projector
- 2001年 - ヘイヴン - Haven
- 2002年 - ダメージ・ダン - Damage Done
- 2004年 - Exposures - In Retrospect and Denial - 国内未発売。2枚組仕様。ディスク1には未発表曲（日本盤ボーナストラック）とリマスター処理を施した初期のデモ音源を収録。ディスク2には『Live Damage』の模様を収録。
- 2005年 - キャラクター - Character
- 2007年 - フィクション - Fiction
- 2010年 - ウィ・アー・ザ・ヴォイド - We Are the Void
- 2013年 - コンストラクト - Construct

シングル
- 1995年 - Of Chaos And Eternal Night
- 1996年 - Enter Suicidal Angels
- 2004年 - Lost to Apathy
- 2007年 - Focus Shift

ベストアルバム
- 2009年 - Manifesto of Dark Tranquillity

コンピレーション
- 1994年 - V.A. / Metal Militia - A Tribute To Metallica
- 1995年 - V.A. / W.A.R. Compilation Vol.1
- 2002年 - V.A. / A Tribute Of The Beast

ビデオ
- 2003年 - Live Damage

### イン・フレイムス
アルバム
- 1994年 - ルナー・ストレイン - Lunar Strain